# 瓦西 (涅夫勒省)
瓦西（法語：Oisy，法語發音：[wazi]）是法国涅夫勒省的一个市镇，属于克拉姆西区。

## 地理
瓦西（47°28'8"N, 3°26'44"E）面积17.5 平方千米，位于法国勃艮第-弗朗什-孔泰大區涅夫勒省，该省份为法国中部省份，北至约讷省，西北接卢瓦雷省，西接谢尔省，南至阿列省，东南接索恩-卢瓦尔省，东临科多尔省。
与瓦西接壤的市镇（或旧市镇、城区）包括：克拉姆西、布勒尼翁、昂德里、瓦西河畔比利、特吕西洛格约。

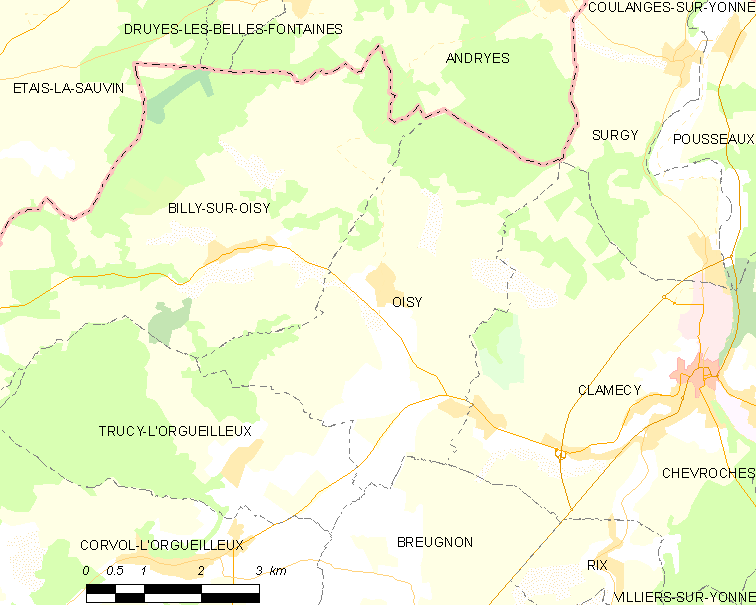
的OSM定位图

瓦西的时区为UTC+01:00、UTC+02:00（夏令时）。

## 行政
瓦西的邮政编码为58500，INSEE市镇编码为58198。

## 政治
瓦西所属的省级选区为克拉姆西县。

## 人口

1962-2008年间人口变化图示

瓦西于2022年1月1日时的人口数量为304人。